# Emel Cimcoz
Emel Cimcoz (meglio nota col nome da sposata Emel Korutürk; Istanbul, 5 settembre 1915 – Istanbul, 12 marzo 2013) è stata una pittrice turca, nota anche per essere stata la First lady della Turchia come moglie del presidente turco Fahri Korutürk.

## Biografia
Emel Cimcoz nacque a Istanbul, nella villa di famiglia a Moda, il 5 settembre 1915. Era la più giovane dei quattro figli di Selah Cimcoz, politico e collezionista d'arte, e di sua moglie Hasene Hanim, nipote dell'ex Ministro della Marina Morali Ibrahim Halil Pasha. Durante la sua prima infanzia visse senza il padre, esiliato dagli Alleati a Malta al termine della prima guerra mondiale, esilio da cui poté tornare durante gli anni '30.
Frequentò la scuola elementare francese Lycée Notre Dame de Sion di Istanbul, un prestigioso istituto femminile, e proseguì gli studi superiori a Losanna, in Svizzera, diplomandosi nel 1933. Rientrata a Istanbul, studiò arte alla Mimar Sinan Fine Arts University, dove si laureò nel 1936. Nello stesso anno prese brevemente lezioni private dall'artista Fikret Mualla, che però fu licenziato dopo pochi mesi a causa di un furioso litigio con suo padre. Dopo la laurea, lavorò col famoso artista Ibrahim Calli.
Nel 1944 sposò Fahri Korutürk, allora ufficiale di marina, da cui ebbe due figli e una figlia. Affiancò il marito durante la sua carriera politica, che culminò il 6 aprile 1973 con la sua elezione ed insediamento come 6º Presidente della Turchia, cosa che fece di Emel la First lady del suo Paese fino alla scadenza del mandato del marito il 6 aprile 1980.
Dopo essere rimasta vedova nel 1987 tornò a vivere a Istanbul, nel quartiere della sua infanzia, dove morì il 13 marzo 2013. Il funerale si tenne il giorno seguente nella moschea di Teşvikiye e venne sepolta nel cimitero di Zincirlikuyu.

## Vita privata
Sposò nel 1944 Fahri Korutürk (morto nel 1987), da cui ebbe due figli e una figlia:
- Osman Taney Korutürk (n. 22 novembre 1944). Politico e diplomatico. È sposato con Suzan Kapani, figlia dello scrittore Morali Kapani, e ha un figlio.
- Hüseyin Selah Korutürk (n. 17 febbraio 1949). Diplomatico e ambasciatore. È sposato con Zergün Korutürk, ambasciatrice turca a Stoccolma, e ha due figli.
- Ayşe Korutürk (n. 1955). Psicologa, esercita col nome da sposata di Ayşe Arzik.

## Contributi al mondo dell'arte
Emel sfruttò il suo ruolo di First lady per promuovere l'arte turca, in patria e all'estero.
Fu l'organizzatrice del primo ricevimento di artisti turchi al Palazzo presidenziale di Çankaya e sponsorizzò la creazione del Museo Statale di Arte e Scultura di Ankara, dove è esposto anche un suo dipinto, Gratitude to Gazi, un'opera di carattere politico che omaggia Kemal Ataturk, il primo presidente della Turchia repubblicana; oltre a promuovere l'apertura di diverse gallerie private.
Sfruttò anche la sua influenza presso il marito perché, nel 1974, rinpatriasse a Istanbul le spoglie del suo vecchio maestro Fikret Mualla, morto in Francia nel 1967. Inoltre, lo convinse ad acquisire numerosi suoi dipinti a nome dello Stato, che poi espose in una sala dedicata nel nuovo Museo Statale, dove rimasero fino al 1976, per poi essere per lo più acquisiti da compratori privati.